# اندرو جی. هیوستون
اندرو جی. هیوستون (به انگلیسی: Andrew J. Houston) سناتور سابق عضو حزب دموکرات ایالات متحده آمریکا بود. وی در سال 1941 میلادی سناتور ایالت تگزاس در سنای ایالات متحده آمریکا بود.